# Alveopora spongiosa
Espèce
Statut de conservation UICN

 NT  : Quasi menacé
Statut CITES
Alveopora spongiosa est une espèce de coraux appartenant à la famille des Poritidae.